# Eu Bebo Sim
Eu Bebo Sim é um samba de 1973, célebre na voz de Elizeth Cardoso. A música foi composta por João do Violão, em parceria com Luiz Antônio.
Além de Elizeth Cardoso, o samba foi gravado por Os Bambas, Golden Boys, Velhinhos Transviados, The Big Seven, Os Carbonos, Os Pequenos Cantores da Guanabara, Os Super Quentes, Renata Lú, Zaira, Janise e Banda do Canecão, apenas em 1973.
Em 1974, o samba foi gravado por Os Batuqueiros e as Mulatas, Osmar Milito e Mato e Morro. Em 1997, a banda de rock Velhas Virgens gravou a canção.
Em 1999 a canção foi gravada pela dupla sertaneja Felipe & Falcão , fazendo parte do 8° disco da dupla
Em 2002, Elza Soares e Monobloco gravaram o samba. Em 2003, foi a vez da composição ser gravada por Sambasonics. Em 2006, Bebeto e Seu Jorge gravaram a composição. Dois anos depois, Serjão Loroza gravou em CD e DVD. 
Em 2014, o Grupo Herança, da cidade de Paranavaí/PR, gravou uma versão em vanera incluída no CD Bailão do Herança.
Em 2017, Simone Mazzer gravou o samba.

A composição também teve um registro em Portugal, em versão fado, pelo conjunto "Ús Sai de Gatas", em 2011.
| “ | Eu bebo sim Estou vivendo [Bebida não faz mal a ninguém] Tem gente que não bebe E está morrendo Tem gente que já está com o pé na cova Não bebeu e isso prova Que a bebida não faz mal Uma pro santo,bota o choro,a saidera Desce toda a prateleira Diz que a vida tá legal Tem gente que detesta um pileque Diz que é coisa de moleque Cafajeste ou coisa assim Mas essa gente quando está com a cara cheia Vira chave de cadeia Esvazia o botequim | ” |